# Nachsuche (Biologie)
Nachsuche bezeichnet in der Floristik und Faunistik die gezielte Suche nach einer Art in einem Gebiet, wo diese noch nicht gefunden wurde oder wo sie früher vorkam, aber längere Zeit nicht mehr bestätigt wurde. Durch mangelnde Nachsuche kann eine weit verbreitete, aber unauffällige Art in einer Roten Liste in ihrem Gefährdungsgrad überschätzt werden.